# Magnolia Beach
Magnolia  Beach es un lugar designado por el censo ubicado en el condado de Calhoun en el estado estadounidense de Texas. En el Censo de 2020 tenía una población de 217 habitantes y una densidad poblacional de 81,89 habitantes por km². Fue incluido como CDP en el censo de 2020.

## Geografía
Magnolia Beach se encuentra ubicado en las coordenadas 28°33′25″N 96°32′47″O / 28.55694, -96.54639. Según la Oficina del Censo de los Estados Unidos,  tiene una superficie total de 2,65 km², de la cual 2,64 km² corresponden a tierra firme y 0,01 km² a agua.